# Gabriel Hilario Larralde

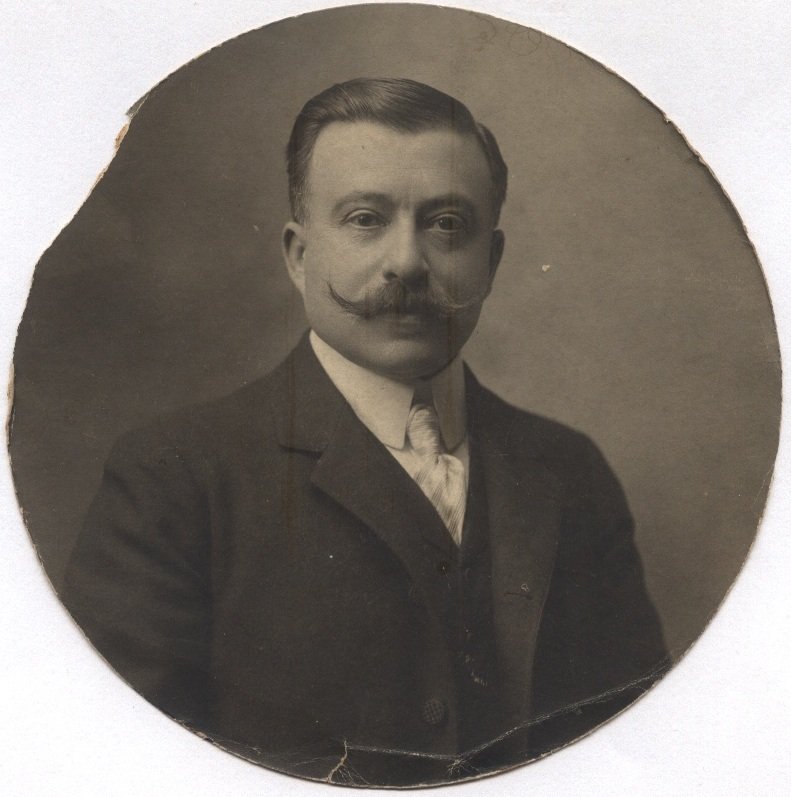
Única foto original de Gabriel Hilario Larralde

Gabriel Hilario Larralde (1853-1941) fue el creador de la Estenografía Argentina, también denominada Taquigrafía Larralde, la cual es utilizada desde fines del siglo XIX y hasta la actualidad por la mayoría de los taquígrafos del Senado y de la Cámara de Diputados de la Nación Argentina.

## Biografía

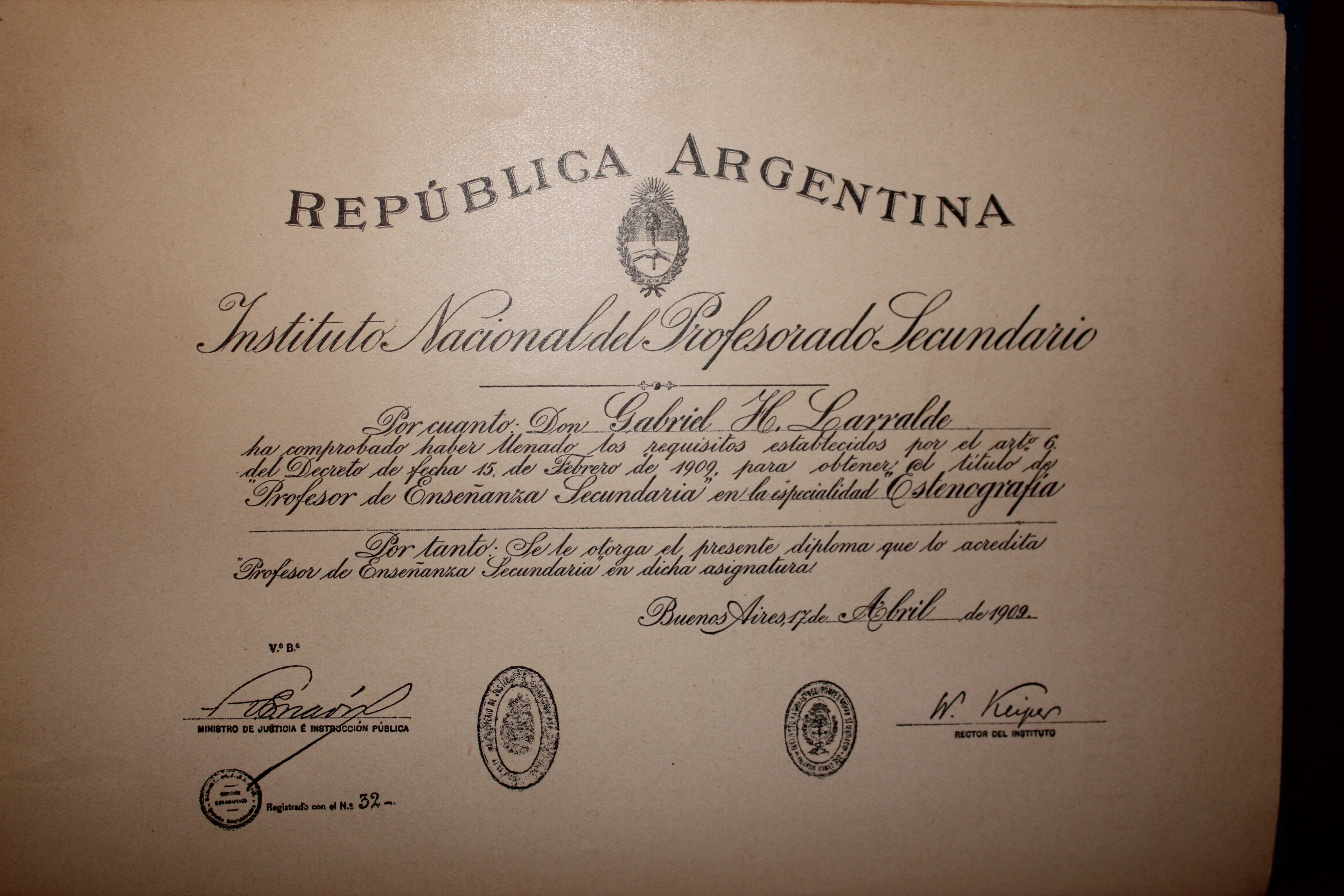
Diploma de profesor

Ingresó al Cuerpo de Taquígrafos de la Honorable Cámara de Diputados de la Nación el 1° de mayo de 1875, siendo posteriormente Director del mismo entre los años 1904 y 1913.
El 17 de abril de 1909 recibió por parte del Instituto Nacional del Profesorado Secundario el título de Profesor de Enseñanza Secundaria en la especialidad Estenografía, firmado de puño y letra por el Ministro de Justicia e Instrucción Pública de la Nación, Dr. Rómulo Naón, bajo la presidencia del Dr. José Figueroa Alcorta.
Dedicando gran parte del resto de su vida a la docencia, fue profesor de Estenografía tanto en la Escuela Superior de Comercio de la Nación, anexa a la Universidad de Buenos Aires, como en la Escuela Superior de Comercio N° 1, desde su fundación hasta el año 1932.
En su rol de docente, ha escrito, entre otras, las siguientes obras, con el fin de colaborar con el desarrollo de esta profesión:
- Estenografía Argentina
- Tratado Completo de la Estenografía Argentina
- Catón de Taquigrafía
- Nuevo Catón de Taquigrafía (Compendio de la Estenografía Argentina)

Los mencionados textos fueron utilizados en las Escuelas de Comercio de la Nación y aprobados por el Ministerio de Instrucción Pública por Decreto del 26 de febrero de 1927 y por el Consejo Nacional de Educación según Decreto del 7 de agosto de 1933.
Actualmente se conservan algunos ejemplares con su firma ológrafa, dedicados a su sobrino Gabriel Angel Larralde (3 de julio de 1931), al Sr. Dn. Carlos Gonzalez Bonorino, Secretario de la Honorable Cámara de Diputados de la Nación Argentina (1936) y al Sr. Nivardo Reyero Ontiyuelo.
|             |
| Autógrafo I |

|              |
| Autógrafo II |

|               |
| Autógrafo III |

Gabriel Hilario Larralde falleció el 10 de julio de 1941, siendo originalmente inhumado en el Cementerio de la Recoleta el 11 de julio de 1941, en la Sección 16, Tablón 9, Sepulturas 2 y 3. En el año 1992 fue trasladado finalmente al cementerio privado Jardín del Sol en la localidad de Pilar, provincia de Buenos Aires, República Argentina.
En su honor, un óleo del artista Puig decora la sala del Cuerpo de Taquígrafos de la Honorable Cámara de Diputados de la Nación.
|                         |
| Óleo de Gabriel Hilario |

|         |
| Detalle |